# Festival de Cine de Alcalá de Henares
El Festival de Cine de Alcalá de Henares (ALCINE) es un certamen cinematográfico de cortometrajes, fundado en 1970. Se celebra anualmente, durante el mes de noviembre, en Alcalá de Henares (Comunidad de Madrid). Está considerado uno de los festivales de cortometrajes más importantes de España. Por el han pasado destacados directores del cine español, como Álex de la Iglesia, Isabel Coixet, Santiago Segura o Alejandro Amenábar. 

## Historia
En 1968 el Ayuntamiento de Alcalá de Henares organizó un modesto "Certamen de Cine Aficionado" de ámbito local, sin premios en metálico, y de celebración anual. Desde 1970 el "Club Cultural Antonio de Nebrija" asumió gradualmente su organización, manteniendo el apoyo y patrocinio del Ayuntamiento complutense, con el objetivo de reconocer y fomentar al cortometraje español. Inicialmente las películas eran en formato 8 y Super-8 mm, aceptando el formato de 16 mm desde 1975. Al año siguiente pasa a denominarse "Certamen de Cine Independiente", al ampliar su proyección al campo profesional. Sólo en 1978 fue titulado como "Semana de Cine", por la introducción de una variada muestra de largometrajes y de cine infantil. En 1979 fue el único año, hasta ahora, en el que no se pudo celebrar el festival. 
Desde 1980 se mantiene el nombre de "Festival de Cine de Alcalá Henares", así como su especialización en el cortometraje y el fomento de la iniciación cinematográfica; en su organización se incorpora el Departamento de actividades culturales de la Universidad Laboral. En 1981 se introduce el formato de 35 mm. El Festival sigue creciendo en contenidos y público, y desde 1982 se incorpora como patrocinador la Diputación Provincial de Madrid, base de la actual Comunidad de Madrid. En 1987 hay una importante renovación del Comité Organizador, gestándose nuevas secciones como el cortometraje de animación internacional, las producciones videográficas (que eliminarán progresivamente a los antiguos formatos) y el cine publicitario. La Universidad de Alcalá inicia su colaboración, desde 1988, patrocinando el Premio "Pantalla Abierta"". En 1991 desapareció la división de premios de los cortometrajes según su formato. El Festival también ofrece un tipo de cine de gran calidad, pero de difícil acceso para los espectadores al no proyectarse en los circuitos comerciales habituales. Desde 2001 se usa el acrónimo "ALCINE". En 2020, por la pandemia de COVID-19, fue una "edición limitada" por las restricciones de público en las salas, en su lugar hubo pases cinematográficos en streaming.

## Premios

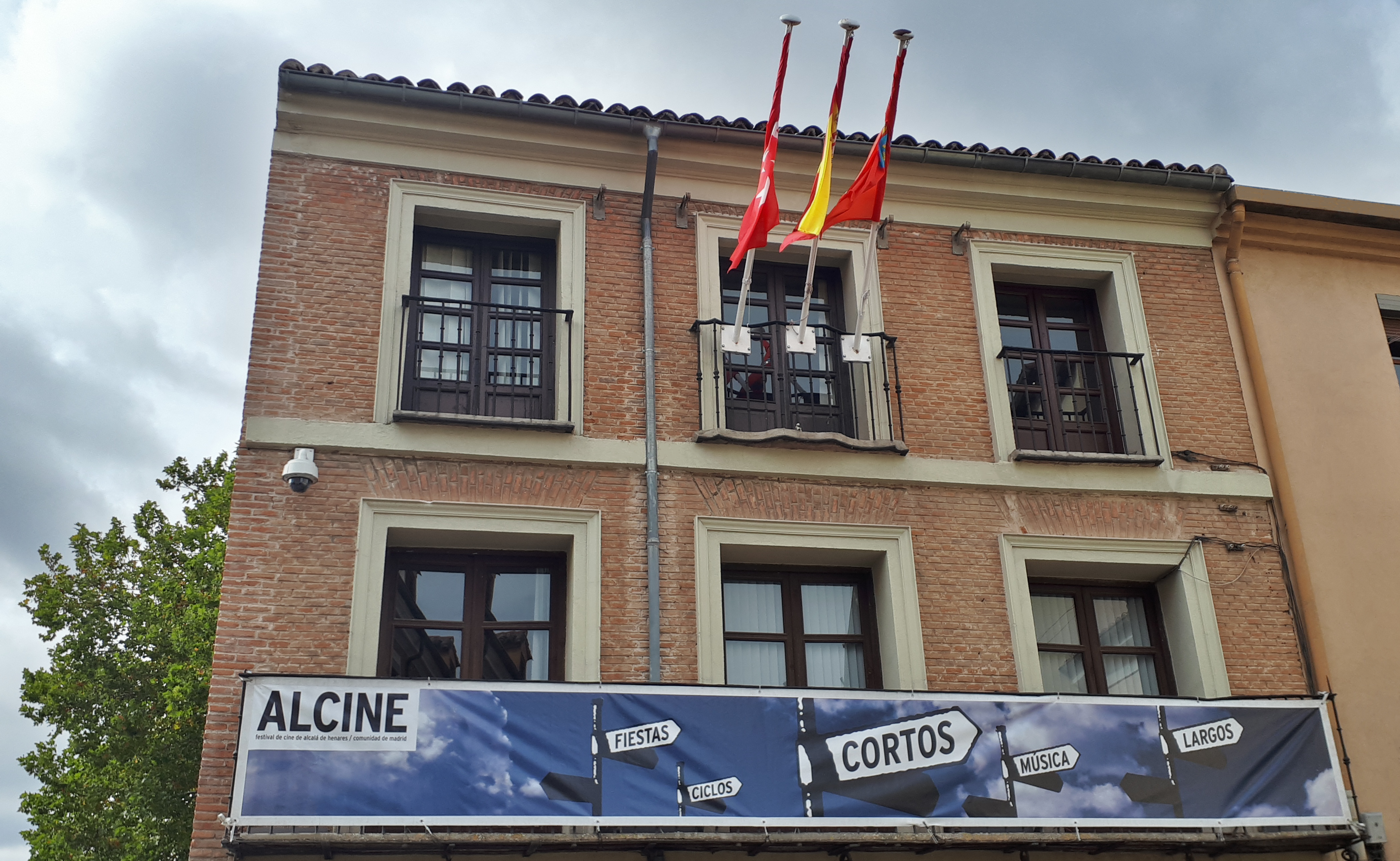
Cartel de ALCINE en la Casa Tapón.

ALCINE se centra en los cortometrajes, con varios certámenes y numerosos premios para reconocer todos los aspectos y categorías profesionales, alcanzando un gran palmarés.

### Certamen Nacional de Cortometrajes
- Primer Premio "Ciudad de Alcalá" al mejor corto nacional (o dirigido por cineastas españoles)
- Segundo Premio "Ciudad de Alcalá"
- Tercer Premio "Ciudad de Alcalá"
- Premio "Escuela Superior de Imagen Y Sonido (CES)" al mejor sonido
- Premio "Welab" a la mejor fotografía
- Premio "Alma" al mejor guion
- Premio "MOVISTAR+"
- Trofeo ALCINE a la mejor interpretación femenina
- Trofeo ALCINE a la mejor interpretación masculina
- Trofeo ALCINE al mejor montaje
- Trofeo ALCINE a la mejor música original
- Trofeo ALCINE a la mejor dirección artística
- Trofeo ALCINE a los mejores efectos especiales
- Premio del Público "Concejalía de Juventud del Excmo. Ayto. de Alcalá de Henares"

### Certamen Europeo de Cortometrajes
(European Short Film Competition)
- Primer Premio "ALCINE" al mejor corto europeo
- Segundo Premio "ALCINE"
- Tercer Premio "ALCINE"
- Premio Especial del Público

### Premio Comunidad de Madrid
- Premio "Comunidad de Madrid" al mejor corto regional

### Pantalla Abierta a Nuevos Realizadores
Certamen competitivo para largometrajes de nuevos directores españoles.
- Premios del Público a las mejores óperas prima de la industria cinematográfica española.

### Pantalla Cero
Certamen competitivo para largometrajes independientes de reciente creación.
- Premios del Público

### ALCINE kids
Certamen con películas destinadas al público infantil.
- Premio del jurado infantil

## Palmarés
| \| Palmarés del Festival de Cine de Alcalá de Henares, ordenado por años y ediciones[4] \| | \| Palmarés del Festival de Cine de Alcalá de Henares, ordenado por años y ediciones[4] \| | \| Palmarés del Festival de Cine de Alcalá de Henares, ordenado por años y ediciones[4] \| | \| Palmarés del Festival de Cine de Alcalá de Henares, ordenado por años y ediciones[4] \| | \| Palmarés del Festival de Cine de Alcalá de Henares, ordenado por años y ediciones[4] \| | \| Palmarés del Festival de Cine de Alcalá de Henares, ordenado por años y ediciones[4] \| | \| Palmarés del Festival de Cine de Alcalá de Henares, ordenado por años y ediciones[4] \| | \| Palmarés del Festival de Cine de Alcalá de Henares, ordenado por años y ediciones[4] \| | \| Palmarés del Festival de Cine de Alcalá de Henares, ordenado por años y ediciones[4] \| | \| Palmarés del Festival de Cine de Alcalá de Henares, ordenado por años y ediciones[4] \| |
| ------------------------------------------------------------------------------------------ | ------------------------------------------------------------------------------------------ | ------------------------------------------------------------------------------------------ | ------------------------------------------------------------------------------------------ | ------------------------------------------------------------------------------------------ | ------------------------------------------------------------------------------------------ | ------------------------------------------------------------------------------------------ | ------------------------------------------------------------------------------------------ | ------------------------------------------------------------------------------------------ | ------------------------------------------------------------------------------------------ |
| 2020 (edición limitada)                                                                    | 2021 (50)                                                                                  |                                                                                            |                                                                                            |                                                                                            |                                                                                            |                                                                                            |                                                                                            |                                                                                            |                                                                                            |
| 2010 (40)                                                                                  | 2011 (41)                                                                                  | 2012 (42)                                                                                  | 2013 (43)                                                                                  | 2014 (44)                                                                                  | 2015 (45)                                                                                  | 2016 (46)                                                                                  | 2017 (47)                                                                                  | 2018 (48)                                                                                  | 2019 (49)                                                                                  |
| 2000 (30)                                                                                  | 2001 (31)                                                                                  | 2002 (32)                                                                                  | 2003 (33)                                                                                  | 2004 (34)                                                                                  | 2005 (35)                                                                                  | 2006 (36)                                                                                  | 2007 (37)                                                                                  | 2008 (38)                                                                                  | 2009 (39)                                                                                  |
| 1990 (20)                                                                                  | 1991 (21)                                                                                  | 1992 (22)                                                                                  | 1993 (23)                                                                                  | 1994 (24)                                                                                  | 1995 (25)                                                                                  | 1996 (26)                                                                                  | 1997 (27)                                                                                  | 1998 (28)                                                                                  | 1999 (29)                                                                                  |
| 1980 (10)                                                                                  | 1981 (11)                                                                                  | 1982 (12)                                                                                  | 1983 (13)                                                                                  | 1984 (14)                                                                                  | 1985 (15)                                                                                  | 1986 (16)                                                                                  | 1987 (17)                                                                                  | 1988 (18)                                                                                  | 1989 (19)                                                                                  |
| 1970 (01)                                                                                  | 1971 (02)                                                                                  | 1972 (03)                                                                                  | 1973 (04)                                                                                  | 1974 (05)                                                                                  | 1975 (06)                                                                                  | 1976 (07)                                                                                  | 1977 (08)                                                                                  | 1978 (09)                                                                                  | 1979                                                                                       |
| Palmarés del Festival de Cine de Alcalá de Henares, ordenado por años y ediciones          |                                                                                            |                                                                                            |                                                                                            |                                                                                            |                                                                                            |                                                                                            |                                                                                            |                                                                                            |                                                                                            |

## Otras actividades
Además, el Festival ofrece numerosas actividades en el ámbito audiovisual, como homenajes a profesionales destacados, retrospectivas del cine de un determinado país, época o estilo; así como exposiciones, debates, seminarios y publicaciones de libros.

### Exposiciones
Complementado el Festival se exponen diversos materiales gráficos del mundo del cine: carteles de películas, fotografías de rodajes, ilustraciones, nuevas tecnologías, etc.
- 2024: "De cerca nadie es normal. Fotografías de Leticia Díaz de la Morena".[6]
- 2024: "Premio al Mejor Cartel de Cortometraje".[7]
- 2024: "Charley Bowers. Ignorada voz del cine mudo".[8]
- 2024: "Archivo ALCINE: Pablo G. del Amo. Montador de sueños".[9]
- 2023: "Santiago Lorenzo, Del cine a la novela".[10]
- 2023: "Hay carteles que esconden piezas preciosas. Finalistas premio al mejor cartel de cortometraje ALCINE 52".[11]
- 2022: "No hacen carteles, sino pequeños mundos", 10 años del Equipo SOPA[12]
- 2022: "El placer de Mirar", de Javier Cámara[13]
- 2022: "Recuerdo del porvenir. Representaciones del futuro en Marketing y Utopía de Fernando de Felipe"[14]
- 2022: "Madrid. Escenario de cine fantástico"[15]
- 2021: "Alcine presenta: 50 años de carteles" [16]
- 2021: "Historia de un festival de cine".[17]
- 2021: "La escena cotidiana. Retratos a actrices y actores del cine español". Por Óscar Fernández Orengo y Lola Mayo.[18]
- 2021: "A través de mis ojos. Retratos a directores del cine español". Por Óscar Fernández Orengo.[19]
- 2021: "Cineastas contados. Retratos a cineastas del cine español". Por Óscar Fernández Orengo.[20]
- 2021: "La Mirada Horizontal. Mujeres del cine español contemporáneo" (reposición). Por Óscar Fernández Orengo.[21]
- 2021: "Los invisibles. Una mirada a la trastienda del cine español". Por José Haro.[22]
- 2021: "Hijas de Alice Guy" (reposición).[23]
- 2021: "Marilyn Monroe. 50 sesiones fotográficas". Por Milton H. Greene.[24]
- 2021: "Filacentro 2021. 50 aniversario de ALCINE". Por la Asociación de Filatelia y Coleccionismo de Alcalá de Henares.[25]
- 2021: "A Screwball Date". Por Ali Larrey y Jorge Alvariño.[26]
- 2020: "La Mirada Horizontal. Mujeres del cine español contemporáneo". Por Óscar Fernández Orengo.[27]
- 2018: "ALCINE VR. Viaje al centro del multiverso" [28]
- 2017: "Hijas de Alice Guy".[29]
- 2016: "USER T38: 15 años diseñando carteles de cine"[30]
- 2015: "813", Truffaut. Por Paula Bonet.
- 2013: "Lobby cards".
- 2012: "Shooting in Manila". Retratos de cineastas filipinos. Por Óscar Fernández Orengo.[31]
- 2011: "Cineastas Contados. Retratos de directores del cine español". Por Óscar Fernández Orengo.[32]
- 2002: "Fotografías de tres cineastas: Iván Zulueta, Bigas Luna y Carlos Saura".
- 2001: "La arquitectura de los sueños".
- 2001: "Las ilustraciones del dibujante Vizcarra".
- 2000: "Cartelista y diseñador Juan Gatti".
- 1999: Fondos de la Filmoteca Nacional, "Soñar el cine"
- 1999: "Luis Buñuel, en el año de su centenario".
- 1998: "Carteles de cine cubanos".
- 1998: "Fotografías del cineasta alemán Wim Wenders".
- 1997: "Story boards" de Álex de la Iglesia.
- 1997: "Fotografías de rodajes en Alcalá".
- 1996: "José Ramón Sánchez: mis imágenes de cine. Retratos"
- 1996: "Decortos, 13 retratos de nuevos realizadores", fotografías de Óscar Carriqui y Mili Sánchez.
- 1996: La foto-fija de Montserrat de Pablo para la película "Dame Algo".
- 1996: "Cien años de cine en España en cómic". 10 dibujantes alcalaínos ilustran textos de 10 cineastas españoles.[33]
- 1995: "Programas de mano de películas rodadas en Alcalá de Henares".
- 1995: "Georges Méliès".
- 1995: "Madrid y el cine".
- 1993: Dirección artística de la película "Acción Mutante".
- 1993: "Alcalá como villa universitaria en la Edad Media".
- 1991: "Retrospectiva y efectos especiales de Colin Arthur".
- 1991: "Carteles del cine polaco".
- 1989: "Plácido Sáenz Plaza: Retratos fotográficos de directores del cine español".
- 1989: "Obra gráfica del director Iván Zulueta".
- 1988: "El director de fotografía: José Luis Alcaine".
- 1987: "Pablo González del Amo y el montaje cinematográfico".
- 1987: "Carteles de Jaime Nieto".
- 1987: Fotografías del "Joven cine alemán".
- 1986: "Fotografías del cine español".
- 1986: "Carteles del Festival de Cine de Alcalá de Henares".
- 1985: "Carteles y fotomontajes de Josep Renau".
- 1985: "Dibujos de Federico Fellini".
- 1984: "Decorados de Enrique Alarcón".
- 1984: Fotografías sobre "Berlín años veinte" y "Estrellas de la U.F.A."
- 1983: "Dibujos de temas cinematográficos de José Ramón Sánchez".
- 1983: "Grafistas cubanos".
- 1983: "Revistas cinematográficas".
- 1982: "Libros de cine".
- 1981: "Carteles españoles de películas extranjeras" de la colección privada de Antonio García Rayo.
- 1980: "Carteles del cine español" de la colección privada de Antonio García Rayo.

### Publicaciones
Coincidiendo con el Festival se suele editar un libro relacionado con temas cinematográficos.
- 2024: Manuel Hidalgo. Pablo G. del Amo, montador de sueños (reedición).[35]
- 2023: Cristina Aparicio y Juanma Ruiz. Historia(s) de un festival de cine.[36]
- 2021: Cristina Aparicio, Juanma Ruiz y Jara Yáñez. Cortografías. Mapas del cortometraje español (2010-2019)[37]
- 2017: Luis Mariano González y Pedro Medina (editores). Cervantes en imágenes. Donde se cuenta cómo el cine y la televisión adaptaron su vida y obra (edición digital).[38]
- 2010: Jara Yáñez. La medida de los tiempos. El cortometraje español en la década de 2000.[39]
- 2009: Jara Yáñez (con la colaboración de Luis L. Carrasco). La aritmética de la creación. Entrevistas con productores del cine español contemporáneo.
- 2008: Lola Mayo. La piel y la máscara. Entrevistas con actores del cine español.
- 2007: Hilario J. Rodríguez. Voces en el tiempo. Conversaciones con el último cine español.
- 2006: Hilario J. Rodríguez (coordinador). Miradas para un nuevo milenio. Fragmentos para una historia futura del cine español.
- 2005: Luis Mariano González, Pedro Medina y Emilio de la Rosa (editores). Cervantes en imágenes. Donde se cuenta cómo el cine y la televisión adaptaron su vida y obra (edición corregida y ampliada).
- 2005: Pedro Medina, Luis M. González. Cortos pero intensos. Las películas breves de los cineastas españoles.
- 2004: VV.AA. La vida es corto. Las películas breves de los grandes cineastas.
- 2003: Roberto Cueto. El lenguaje invisible. Entrevistas con compositores del cine español.
- 2002: Ferrán Alberich. Antonio Drove: La razón del sueño.
- 2001: Jorge Gorostiza. La arquitectura de los sueños. Entrevistas con directores artísticos del cine español.[40]
- 2000: José M. Velázquez y Luis Ángel Ramírez. Una década prodigiosa. El cortometraje español de los noventa.[41]
- 1999: Esteve Riambau y Mirito Torreiro. Historias, palabras, imágenes. Entrevistas con guionistas del cine español contemporáneo.
- 1998: Luis Mariano González y Pedro Medina (editores). Cervantes en imágenes. Donde se cuenta cómo el cine y la televisión adaptaron su vida y obra.[42]
- 1998: Alberto Úbeda-Portugués. Contra viento y marea. El cine de Ricardo Franco (1949-1998).
- 1998: VV.AA. Carteles cubanos de cine (1964-1996).
- 1998: VV.AA. 2000 maníacos: Bill Plympton, el nuevo rey de la acción mutante.
- 1997: Carlos F. Heredero. Espejo de Miradas. Entrevistas con nuevos directores de cine español de los años'90.
- 1996: Luis Ángel Ramírez (coordinador). Nuevos caminos de la producción cinematográfica española.
- 1996: Joaquín Cánovas, et al. Historia del cortometraje español.
- 1995: Pedro Ballesteros Torres. Alcalá y el cine. Una aproximación al desarrollo cinematográfico de la ciudad.
- 1995: Emilio de la Rosa. Estrellas animadas.
- 1994: Carlos F. Heredero. El lenguaje de la luz. Entrevistas con directores de fotografía del cine español.
- 1991: Janusz Gunia. Cuarenta años del cartel polaco de cine.
- 1991: Javier Hernández Ruiz. Gonzalo Suárez: Un combate ganado con la ficción.
- 1989: Carlos F. Heredero. Iván Zulueta: la vanguardia frente al espejo.
- 1987: Manuel Hidalgo. Pablo G. del Amo, montador de sueños.
- 1986: VV.AA. Evolución de la banda sonora en España: Carmelo Bernaola.
- 1984: Andrés Linares. El decorador de cine: Enrique Alarcón.
- 1983: José García Vázquez, Fernando Calvo. Raúl Ruiz.
- 1983: Matías Antolín, Augusto M. Torres, Angelino Fons, Enrique Brasó y otros. Emiliano Piedra.
- 1982: Fernando Monje, Luis Alberto Cabrera. Los hermanos Taviani.
- 1981: José Miguel Ganga. Homenaje a Jacques Tati.

### Formación

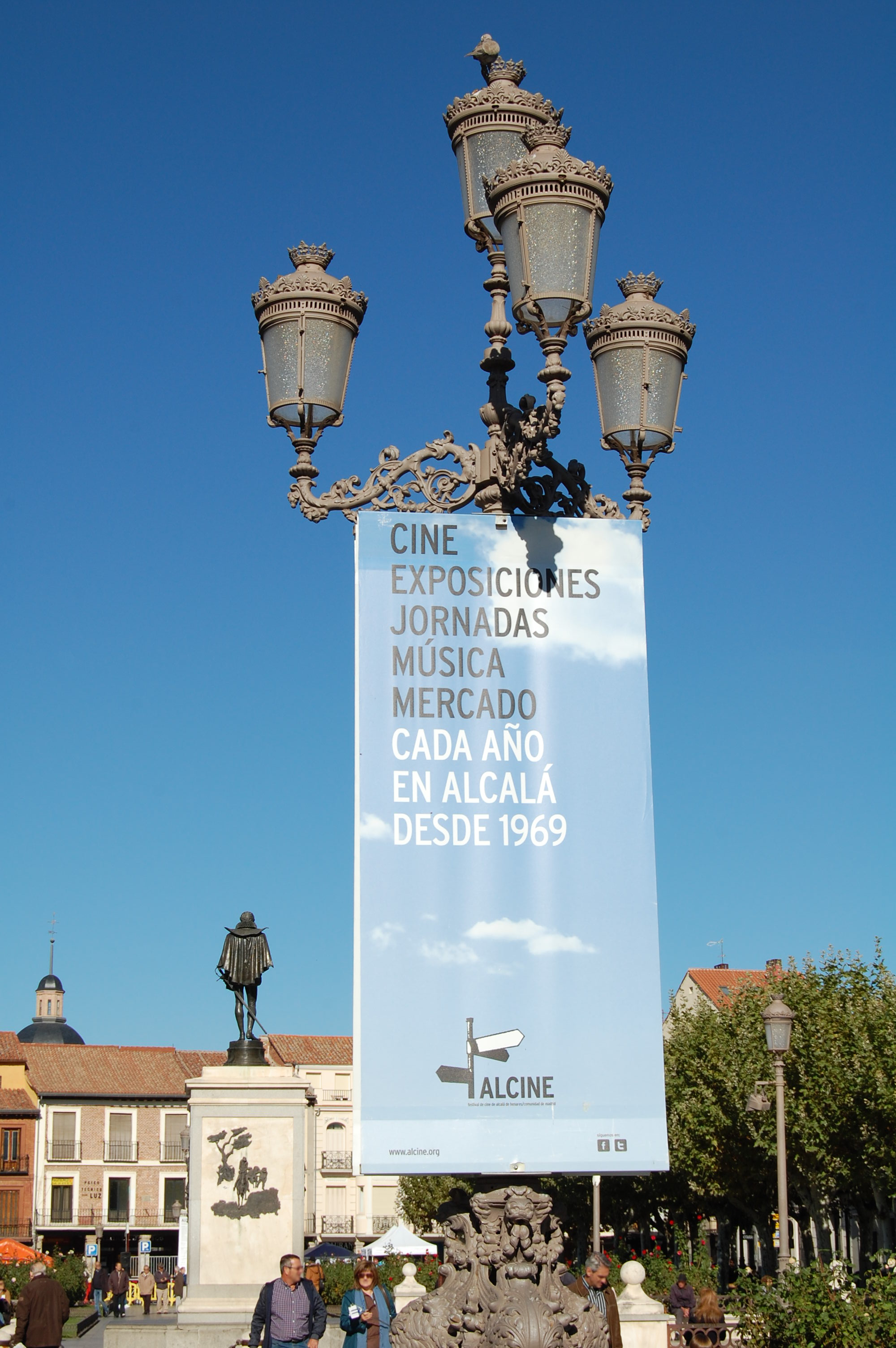
Cartel anunciador de ALCINE en la plaza de Cervantes.

La formación sobre la producción audiovisual se imparte tanto para profesionales como para aficionados en diversos talleres, cursos y charlas.
- ALCINE_lab[43]
- Jornadas de Pantalla Cero[44]
- Alcine Kids[45]
- El Cine y los Jóvenes[46]
- Idiomas en corto[47]
- Corto Prisión[48]

### Música
Es tradicional inaugurar el Festival con un concierto musical.
- 2024/11/07: Los Punsetes de cine[49]
- 2023/11/02: Concierto inaugural de _juno [50]
- 2022/11/04: Concierto inaugural de Rufus T. Firefly[51]
- 2021/11/04: Concierto de Morgan[52]
- 2020/11/15: Orquesta Ciudad de Alcalá. Un clásico de película Mozart.[53]
- 2019/11/07: Concierto de Quique González[54]
- 2018/11/08:  Concierto preinauguración The Royal Flash[55]
- 2017/11/09: Concierto de Maika Makovski & Brossa Quartet[56]

### Gastronomía
Durante la semana del Festival de Cine, varios restaurantes de la ciudad preparan "platos cinematográficos", con la colaboración de Alcalá Gastromómica - Fomentur:
- 2022: Platos de película[57]
- 2021: Platos de película[58]
- 2019: Platos de película[59]
- 2018: Platos de película[60]
- 2017: Platos de película[61]

### Ocio
Diversas actividades lúdicas se agrupan bajo la denominación "Las noches de Alcine", como monólogos, maratones de cine fantástico y de terror, Golfomaratón Comedy Show, miniconciertos, etc.

## Sedes

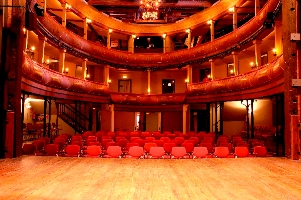
Patio de butacas y anfiteatro del Corral de Comedias de Alcalá.

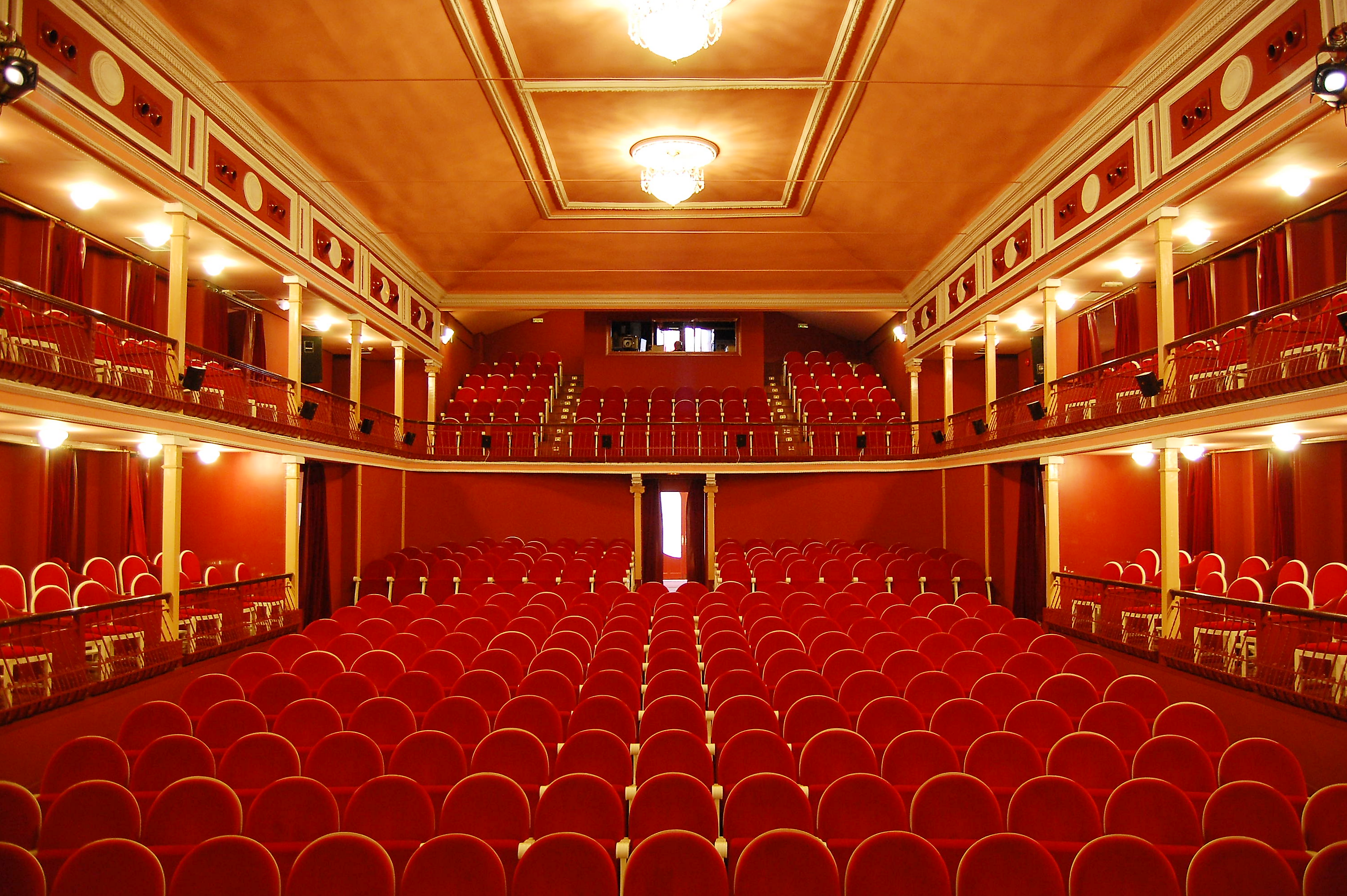
Patio de butacas y anfiteatro del Teatro Salón Cervantes.

El Festival se desarrolla en distintos puntos de Alcalá de Henares. Las oficinas de la organización están situadas en la Oficina de Eventos de la Concejalía de Cultura (c/ San Juan, s/n). La sede durante el desarrollo del Festival (c/ Santa María la Rica, 3) sirve también como oficina de prensa, salas de exposiciones, talleres, conferencias, videoteca y lugar de reunión. Cada mes de noviembre las proyecciones tienen lugar en varios escenarios:
- Corral de Comedias, inaugurado en 1601, se ha ido transformando con el tiempo: en 1785 coliseo techado, en 1830 teatro romántico y sala de cine hasta los años 70. Pero gracias a una cuidadosa restauración se ha convertido en un original espacio escénico.[63]
- Teatro Salón Cervantes, construido en 1888, su fachada e interior se reformaron en 1925. Fue rehabilitado en 1989 para poder ofrecer un variado programa de espectáculos.[64]